# Scaphyglottis geminata
Scaphyglottis geminata är en orkidéart som beskrevs av Robert Louis Dressler och Mora-ret. Scaphyglottis geminata ingår i släktet Scaphyglottis och familjen orkidéer.
Artens utbredningsområde är Costa Rica. Inga underarter finns listade i Catalogue of Life.